# Zhaniya Zhiyengazy
Zhaniya Zhiyengazy (30 novembre 2003) è una nuotatrice artistica kazaka.

## Palmarès

### Coppa del Mondo
- 5 podi:
  - 1 vittoria (1 nella gara a squadre)
  - 4 terzi posti (4 nella gara a squadre)

#### Coppa del mondo - vittorie
| Data          | Luogo   | Paese | Disciplina |
| ------------- | ------- | ----- | ---------- |
| 7 aprile 2024 | Pechino | Cina  | Team acro  |